# Jenoptik
Jenoptik est un groupe d’opto-électronique basé à Iéna, en Thuringe (Allemagne). Descendant de la société d’avant-guerre Zeiss. Les activités du groupe sont regroupées au sein de cinq branches : Systèmes optiques, Lasers & Traitement des matériaux, Métrologie industrielle, Sécurité routière et Défense & Systèmes civils.

## Histoire
Jenoptik qui emploie quelque 3100 personnes, a réalisé en 2010 un chiffre d'affaires de près de 540 millions d’euros (estimation provisoire). Fondé en 1991, le groupe est issu de JENOPTIK Carl Zeiss Jena GmbH. Depuis le mois de juin 1998, JENOPTIK AG est coté à la Bourse de Francfort et ses actions sont répertoriées à l’indice TecDax. Le siège social de Jenoptik se trouve à Iéna. Les autres grands sites du groupe en Allemagne sont Wedel près de Hambourg, Monheim am Rhein et Ratingen dans les environs de Düsseldorf, Villingen-Schwenningen, Triptis, la ville bavaroise d’Altenstadt et Essen. À l’échelle internationale, Jenoptik est présent dans près de 70 pays et dispose de sites de production aux États-Unis, en France et en Suisse ainsi que de participations en Inde, en Chine, en Corée et au Japon. 
Président du conseil d'administration de JENOPTIK AG depuis le 1er juillet 2007, Michael Mertin est chargé de l’ensemble des activités opérationnelles ainsi que des pôles Stratégie et innovations, Audit, Protection des données, Communication et marketing, IT, Qualité et processus. En tant que Directeur des Ressources humaines, il est également responsable du personnel.
Les origines du groupe remontent à 1846, année de la fondation à Iéna de la société Carl Zeiss. Au lendemain de la Seconde Guerre mondiale, les autorités est-allemandes créèrent le combinat nationalisé VEB Zeiss Jena, tandis que la principale société Zeiss partit précipitamment s’établir en Allemagne de l'Ouest. Dans le sillage de la réunification de l’Allemagne, VEB Zeiss Jena devint Zeiss Jena GmbH, puis JENOPTIK Carl Zeiss Jena GmbH, avant d’être rebaptisé Jenoptik GmbH et d’être transformé en société anonyme, JENOPTIK AG, en 1996. La marque commerciale JENOPTIK est détenue par JENOPTIK AG.

## Principaux actionnaires
Au 19 décembre 2019:
| bm-t beteiligungsmanagement thüringen | 11,0% |
| DWS Investment                        | 10,5% |
| Capital Research & Management W.I.    | 5,01% |
| JPMorgan Asset Management             | 4,12% |
| Invesco Advisers                      | 4,11% |
| Norges Bank I.M.                      | 3,53% |
| DWS Investments                       | 3,47% |
| Allianz Global Investors              | 3,05% |
| Templeton Investment Counsel          | 2,97% |
| The Vanguard Group                    | 2,55% |

## Structure et activités du groupe
Branche Lasers & Traitement des matériaux
Lasers :
- Structures de couches épitaxiales individuelles sur plaquettes
- Barres lasers & émetteurs simples de première qualité
- Lasers à diodes haute performance de grande fiabilité
- Lasers solides innovants (par ex. lasers verre, lasers à fibres)
- Systèmes laser à impulsion et à onde entretenue de grande puissance

Systèmes de traitement laser :
- pour la découpe, le soudage et la perforation de matières plastiques, de métaux, de verre, de céramique et de matériaux semi-conducteurs
- pour le traitement – texturisation, suppression, séparation, perçage et dopage – de cellules solaires

Branche Systèmes optiques
- Systèmes, modules et sous-ensembles optomécaniques et opto-électroniques
- Composants optiques enrobés complexes, asphères, filtres, lentilles cylindriques
- Composants optiques diffractifs et réfractifs, systèmes micro-optiques
- Systèmes et composants de caméra pour la microscopie numérique
- Photodiodes, LEDs et détecteurs de couleurs

JENOPTIK Optical Systems est la filiale nord-américaine de la branche Systèmes optiques de Jenoptik. JENOPTIK Optical Systems, qui emploie quelque 125 personnes en Alabama, au Massachusetts et en Floride, conçoit, fabrique et teste des assemblages complexes de lentilles, des optiques diffractives, des caméras infrarouges, des caméras microscopes et des systèmes de projection. JOSI est conforme à la norme ITAR et certifié ISO.
Branche Métrologie industrielle
- Dispositifs et machines de mesure de haute précision
- Mesure de la rugosité, des contours et de la forme
- Mesure optique d’arbre et examen optique de la surface
- Technologie de mesure dimensionnelle
- Avant et après processus de fabrication
- Contrôle statistique des processus (SPC), contrôle final et salle de métrologie
- Application spécifique au client

Branche Sécurité routière
- Systèmes et composants (composants OEM, caméras, capteurs radar et laser, classificateurs)
- Systèmes modulaires de surveillance de la circulation (feux de signalisation, vitesse, classification des véhicules)
- Services (modèles de fourniture de services, solutions d’outsourcing, conseil)
- Logiciel

Branche Défense & Systèmes civils
- Systèmes électromécaniques pour l’aéronautique (systèmes de transport, ascenseurs, treuils de sauvetage)
- Systèmes de production et de distribution d’énergie électrique
- Systèmes de stabilisation mécatroniques
- Capteurs laser / technologie infrarouge
- Production de radômes et révision des rotodômes AWACS des avions militaires

## Sources
- (de) Thüringer Landesamt für Statistik (Institut des statistiques de Thuringe), site en allemand : http://www.tls.thueringen.de/analysen/Analyse2.htm#die
- http://www.groupe-bpi.com/cahiers/cahier06/Cahier6.html Études de cas sur le traitement des conséquences sociales des grandes restructurations d'entreprises réalisées par Bernard Brunhes consultant pour la Commission européenne (DGV).